# Avgórou
Avgórou (grec moderne : Αυγόρου) est une ville de Chypre de plus de 4 000 habitants située dans la partie sud du district de Famagouste.